# Phlyctochytrium bryopsidis
Phlyctochytrium bryopsidis är en svampart som beskrevs av Kobayasi & M. Ôkubo 1954. Phlyctochytrium bryopsidis ingår i släktet Phlyctochytrium och familjen Chytridiaceae.   Inga underarter finns listade i Catalogue of Life.